# Paul Krieg
Paul Krieg (* 25. Mai 1869 in Eichberg, Schlesien; † 14. September 1938 in Peking) war ein deutscher Arzt und Hochschullehrer in Peking.

## Familie
Krieg wuchs als Sohn des Direktors der Papierfabrik in Eichberg, Otto Krieg, und seiner Ehefrau Clara, geb. Bock, in wohlsituierten Verhältnissen auf. Er war verheiratet und hatte drei Kinder.

## Leben

### Ausbildung
Krieg legte im Jahr 1888 die Abiturprüfung am Königlichen Gymnasium Hirschberg ab. Den im Anschluss beim Feldartillerie-Regiment Nr. 6 aufgenommenen Militärdienst musste er infolge einer schweren Fußverletzung schon bald wieder aufgeben. Nachdem er wieder halbwegs genesen war, hörte er an der im Sommersemester 1889 an der Friedrich-Wilhelms-Universität in Berlin juristische, dann forstwissenschaftliche Verlesungen. Beide Studiengänge brach er ab und entschied sich schließlich für das Studium der Medizin. Dieses Fach studierte er an den Universitäten der Städte Kiel, München, Breslau und ab dem Sommersemester 1894 in Gießen. Zu dieser Zeit war er Mitglied im Verein Deutscher Studenten Gießen. Im Jahr 1896 wurde er dort mit einer Dissertation zum Thema „Ein Beitrag zu den angeborenen Beweglichkeitsdefekten der Augen“ promoviert. Zu dieser Zeit war er bereits approbierter Arzt in Hirschberg.

### London und Hongkong
Bald darauf ging Krieg für drei Jahre als Krankenhausarzt an das Deutsche Hospital in London.
Als Krieg sich gerade um eine Anstellung beim Deutschen Hospital in New York bemühte, erhielt er das Angebot, eine Stelle als Partner des deutschen Arztes Karl Gerlach in Hongkong anzutreten. Die beiden Ärzte wurden sich einig und Krieg arbeitete von 1898 bis 1903 in Hongkong als Arzt für Allgemeinmedizin.

### Shanghai
In Hongkong hatte Krieg den Chirurgen Erich Paulun kennengelernt, der zwischenzeitlich mit Oskar von Schab die „Deutsche Ärztevereinigung in Shanghai“ gegründet hatte. Im Jahr 1903 ging auch Krieg nach Shanghai und beteiligte sich an dem Unternehmen. Daneben arbeitete er an dem von Paulun gegründeten Tongji-Hospital, das großen Zuspruch der chinesischen Bevölkerung fand. Darüber hinaus wurde Krieg an der 1907 auf Initiative Pauluns von der Deutschen Reichsregierung ins Leben gerufenen Deutschen Medizinschule für Chinesen in Shanghai als Dozent tätig. Daneben fand Krieg auch noch die Zeit für die administrativen Aufgaben eines Vorsitzender des Kuratoriums der 1912 erweiterten Deutschen Medizin- und Ingenieurschule für Chinesen in Shanghai. Als China im Jahr 1917 dem Deutschen Reich den Krieg erklärte, erhielt Krieg, der auch Gesandtschaftsarzt war, einen Diplomatenpass für die Ausreise. Zurück in Deutschland kam er als leitender Militärchirurg an der Westfront zum Einsatz.

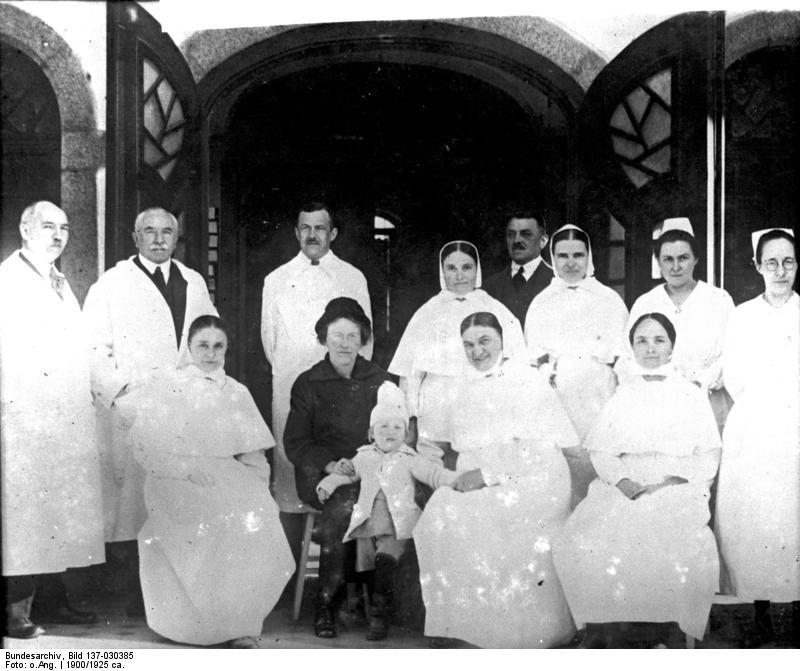
Dipper und Krieg (stehend von links) mit Ärzten und Pflegerinnen des Deutschen Hospitals in Peking 1925

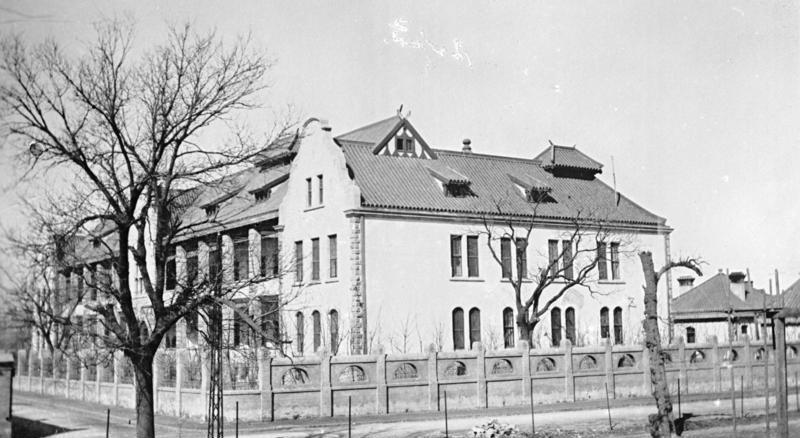
Das Deutsche Hospital in Peking 1929

### Peking
Nach Kriegsende war er als Arzt in Hirschberg tätig, bis ihm im Jahr 1922 die Stelle eines Gesandtschaftsarztes und Chefarztes am Deutschen Hospital in Peking, das auch als Gesandtschaftshospital diente, angeboten wurde.
Als weiterer Chefarzt war dort bereits der Sanitätsrat Edmund Dipper tätig. Innerhalb weniger Jahre gelang es den beiden, die Kapazität des Hospitals zu vervielfachen. Um die Arbeit bewältigen zu können, verpflichteten sie bereits 1923 einen Ophthalmologen sowie einen Gynäkologen und Chirurgen. Allerdings litt das Arbeitsklima unter den Rivalitäten zwischen Krieg und Dipper, so dass der Gynäkologe und Chirurg Peking bald wieder verließ. Als Pflegepersonal wurden im Jahr 1924 zunächst drei Schwestern aus der Evangelischen Diakonissenanstalt in Stuttgart rekrutiert, denen später weitere folgen sollten. Der gute Ruf, den das Hospital unter Dipper und Krieg hatte, ließ nie einen Mangel an Ersatz für ausscheidende Ärzte und Krankenschwestern entstehen.
Neben seiner Tätigkeit am Deutschen Hospital war Krieg bereits 1922 Belegarzt am Peking Central Hospital und spätestens ab 1924 Professor für Pädiatrie an der Staatlichen Medizinhochschule in Peking.
Nach dem Tod Dippers im Jahr 1933 führte Krieg das Deutsche Hospital als alleiniger Chefarzt und genoss bei chinesischen und europäischen Patienten einen hervorragenden Ruf. Sein wohl prominentester Patient dürfte 1925 Sun Yat-sen, der Präsident der Nationalregierung in Kanton, gewesen sein.

## Veröffentlichungen
- Ein Beitrag zu den angeborenen Beweglichkeitsdefekten der Augen, Dissertation der Medizinischen Fakultät der Ludwigs-Universität Gießen. Grossh. Hof- und Universitäts-Druckerei Curt von Münchow, Gießen 1896